# 종성군 (대한민국)
종성군(鍾城郡)은 대한민국 함경북도에 있는 대한민국의 군이다. 이북5도위원회가 관리하는 명목상의 행정 구역이다. 면적은 1,122.69km2이며, 6개 면, 31개 동으로 구성되어 있다. 군청소재지는 종성면 주산동이다.

## 행정 구역
| 읍면           | 면적(km2) | 동 숫자 | 동(洞)                                                            |
| -------------- | --------- | ------- | ----------------------------------------------------------------- |
| 종성면(鍾城面) | 71.82     | 5       | 주산(周山) 금산(錦山) 동관(潼關) 산성(山城) 청강(淸江)            |
| 남산면(南山面) | 144.02    | 3       | 삼봉(三峰) 방원(防垣) 세천(細川)                                  |
| 용계면(龍溪面) | 251.73    | 6       | 부계(涪溪) 연산(硯山) 봉산(鳳山) 종산(鐘山) 서원(書院) 임천(林泉) |
| 풍곡면(豊谷面) | 210.78    | 6       | 풍계(豊溪) 풍천(豊川) 관산(館山) 운암(雲巖) 운봉(雲峯) 동포(東浦) |
| 행영면(行營面) | 152.53    | 6       | 행영(行營) 수(壽) 굴산(屈山) 중봉(仲峰) 용산(龍山) 낙생(洛生)     |
| 화방면(華方面) | 291.81    | 5       | 녹야(鹿野) 유성(柳城) 사탄(沙灘) 화운(化雲) 금송(金松)            |

## 참고 문헌
- “함경북도 시군 소개”. 이북5도위원회.
- “함경북도 기구 및 정원”. 이북5도위원회.

## 같이 보기
- 종성군